# قرار مجلس الأمن التابع للأمم المتحدة رقم 918
قرار مجلس الأمن التابع للأمم المتحدة رقم 918، المتخذ بدون تصويت في 17 أيار / مايو 1994، بعد إعادة تأكيد جميع القرارات المتعلقة بالحالة في رواندا، ولا سيما القرارات 872 (1993)، 909 (1994) و912 (1994)، عبر المجلس عن قلقه وإدانته في استمرار العنف على نطاق واسع، ومضى في فرض حظر الأسلحة على البلاد وأذن بتوسيع بعثة الأمم المتحدة لمساعدة رواندا.
وأدان مجلس الأمن أعمال العنف والقتل العديدة للمدنيين في رواندا والإفلات من العقاب الذي تمكن المسلحون من العمل في ظله. تم التأكيد على أهمية اتفاقيات أروشا الموقعة في أروشا، تنزانيا، وعلى التزام جميع الأطراف بتنفيذها، وأشاد بجهود منظمة الوحدة الأفريقية في هذا الصدد. وأوضح المجلس أن سقوط الآلاف من القتلى والعدد الكبير من اللاجئين والنازحين يشكل أزمة إنسانية كبرى مع انتهاكات واسعة النطاق للقانون الدولي الإنساني. وفي هذا السياق، اعتبر المجلس أن قتل أفراد جماعة عرقية بقصد تدمير هذه المجموعة جريمة يعاقب عليها القانون الدولي. وحث جميع الأطراف على وقف التحريض على الكراهية العرقية، ولا سيما من خلال وسائل الإعلام.
طُلب من الأمين العام بطرس بطرس غالي جمع المعلومات المتعلقة بإسقاط الطائرة التي تقل رئيس رواندا جوفينال هابياريمانا ورئيس بوروندي سيبريان نتارياميرا وانتهاكات القانون الإنساني الدولي. وقد تم التأكيد على الحاجة الملحة لعمل دولي منسق للتخفيف من معاناة الشعب الرواندي، ولذلك كان من المستحسن أن يتم توسيع ولاية قوات حفظ السلام التابعة لبعثة الأمم المتحدة لتقديم المساعدة إلى رواندا لأسباب إنسانية.
وإذ يساوره القلق من أن استمرار الوضع يشكل تهديدا للسلم والأمن الدوليين، طالب المجلس بوقف فوري لأعمال القتال، ووقف لإطلاق النار المتفق عليه، وإنهاء أعمال العنف والمجازر التي تجتاح رواندا. ومن هذا المنطلق، تم توسيع ولاية بعثة الأمم المتحدة لتقديم المساعدة إلى رواندا لتشمل:
(أ) المساهمة في سلامة المشردين واللاجئين، وإنشاء مناطق إنسانية آمنة؛
(ب) توفير الأمن أثناء توزيع المساعدات الإنسانية.
ومن المسلم به أن بعثة الأمم المتحدة لتقديم المساعدة إلى رواندا قد تحتاج أيضا إلى التصرف دفاعا عن النفس ضد الأشخاص الذين يهددون المواقع المحمية والسكان والعاملين في المجال الإنساني، وأذن المجلس بزيادة قوام قوة البعثة إلى 5500 جندي. سيكون هذا زيادة من 444 الموجودة بالفعل. وكان الأمين العام قد دعا إلى إعادة نشر المراقبين العسكريين الموجودين حالياً في نيروبي، كينيا في رواندا ورفع كتيبة المشاة الآلية إلى قوامها الكامل. وطُلب منه أيضاً أن يقدم تقريراً عن التطورات في الحالة فيما يتعلق بالتقدم المحرز نحو وقف إطلاق النار، وتوافر الموارد، وولاية بعثة الأمم المتحدة لتقديم المساعدة إلى رواندا، واستعراض الإجراءات الأخرى. طُلب من الدول الأعضاء توفير أفراد لبعثة الأمم المتحدة لتقديم المساعدة إلى رواندا، بينما تم حث الأطراف في رواندا على التعاون مع ولايتها، وضمان سلامتها وحرية حركتها ومعاملة مطار كيغالي الدولي كمنطقة محايدة.
المجلس، الذي يتصرف الآن بموجب الفصل السابع من ميثاق الأمم المتحدة، مضى في فرض حظر توريد الأسلحة إلى رواندا، وحظر بيع الأسلحة والذخيرة والمركبات والمعدات العسكرية ومعدات الشرطة وقطع الغيار إلى البلد. تشكلت لجنة تابعة لمجلس الأمن مهمتها الآتية:
(أ) التماس المعلومات من الدول الأعضاء بشأن الإجراءات التي اتخذتها لتنفيذ الحظر؛
(ب) النظر في المعلومات المتعلقة بانتهاكات الحظر ومناقشة سبل زيادة فعالية الحظر؛
(ج) التوصية بإجراءات ضد الانتهاكات.
وطُلب من الأمين العام كذلك الإبلاغ في أقرب وقت ممكن عن انتهاكات القانون الإنساني، وبالتعاون مع منظمة الوحدة الأفريقية، لمواصلة جهوده من أجل حل سلمي في إطار اتفاق أروشا للسلام. أخيرًا، قرر المجلس إبقاء الوضع قيد الاستعراض وتوقع تقريرًا من الأمين العام في غضون خمسة أسابيع من اتخاذ القرار الحالي بشأن التطورات في رواندا.

## روابط خارجية
- نص القرار في undocs.org